# Cultura de Pernambuco

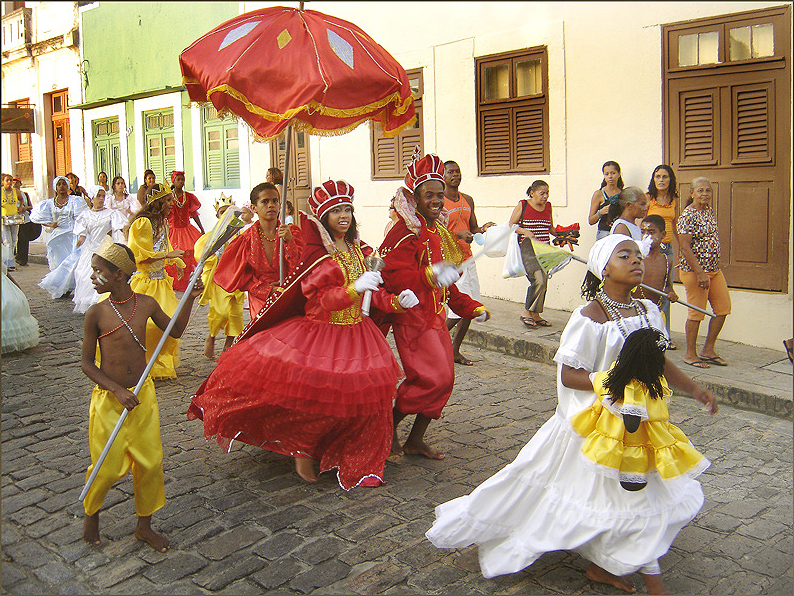
Em Pernambuco surgiram o primeiro folguedo e o primeiro ritmo afro-brasileiros: a Congada e o Maracatu. Na foto, cortejo de Maracatu Nação em Olinda.

A cultura de Pernambuco é uma das culturas mais ativas, ricas e diversificadas do Brasil. Sua base é luso-brasileira, com influências africana, indígena, judaica e holandesa. Trata-se de uma cultura bastante particular e típica, mas extremamente variada, constituindo um dos pilares da cultura brasileira. Primeiro núcleo econômico do país, Pernambuco é uma área de povoamento muito antigo.
Em Pernambuco está a origem, remota ou recente, de diversos símbolos culturais do Brasil: a dança do frevo, que recebe influências da capoeira, arte bastante presente no estado; do coco (dança de roda); os primeiros registros da palavra "samba" ocorreram no Recife; os mais antigos relatos de carnaval no Brasil são de Pernambuco; a cachaça tem provável origem nos engenhos de açúcar pernambucanos, nos primórdios do Brasil Colônia; e são de Pernambuco os registros mais antigos da feijoada à brasileira, considerada o prato nacional do país.
Além disso, personalidades pernambucanas, individualmente, influenciaram de diversos modos a cultura nacional: o jornalista Mário Filho, irmão de Nelson Rodrigues, organizou o primeiro desfile competitivo das escolas de samba do Rio de Janeiro, revolucionando o carnaval carioca assim como fez, anos depois, o médico e político Pedro Ernesto, ao tornar-se o maior benfeitor do Carnaval do Rio; e dois sertanejos, Luiz Gonzaga e Lampião, difundiram com grande êxito a cultura do semiárido brasileiro.

## Literatura

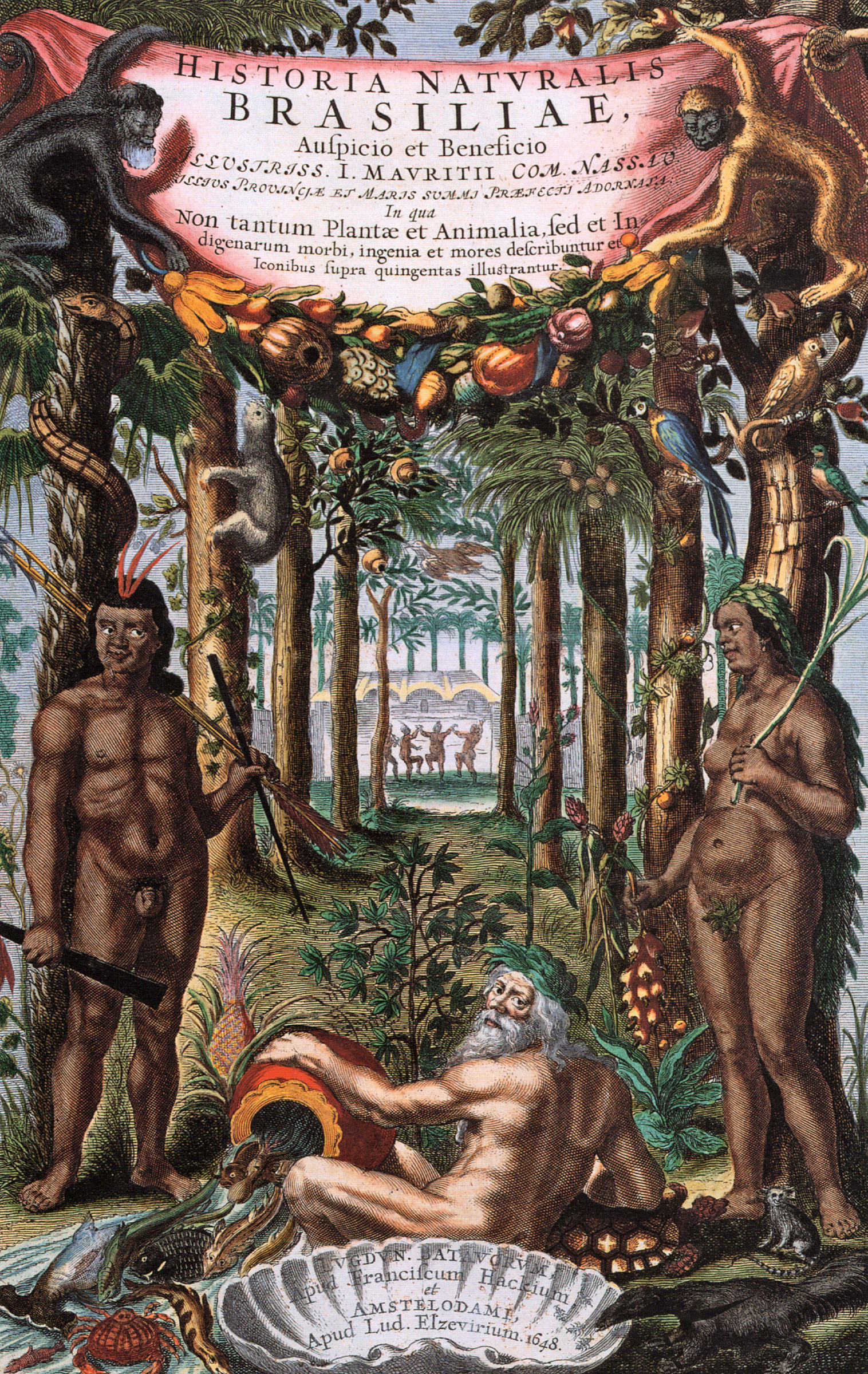
Frontispício do Historia Naturalis Brasiliae, primeiro tratado de história natural do Brasil.

Em Pernambuco surgiu o primeiro poema da literatura brasileira, Prosopopeia, de Bento Teixeira, que conta em estilo épico, inspirado em Camões, as façanhas da família Albuquerque, tendo sido dedicado ao então governador de Pernambuco, Jorge de Albuquerque Coelho. Prosopopeia foi publicado no ano de 1601.
Outro marco na literatura pernambucana é o livro Historia Naturalis Brasiliae, primeiro tratado de história natural do Brasil, de autoria do médico e naturalista holandês Guilherme Piso, que o concebeu através da observação do jardim zoobotânico do Palácio de Friburgo, residência de Maurício de Nassau durante o domínio holandês.
Já em fins do século XIX, duzentos e cinquenta anos depois de Historia Naturalis Brasiliae, o abolicionista pernambucano Joaquim Nabuco estava concluindo Minha Formação, obra clássica da literatura brasileira. Anos mais tarde é lido, na Semana de Arte Moderna (1922), o poema Os Sapos do recifense Manuel Bandeira, considerado o abre-alas do movimento. São também do século XX obras reverenciadas internacionalmente como Pedagogia do Oprimido (Paulo Freire), Casa-Grande & Senzala (Gilberto Freyre) e Morte e Vida Severina (João Cabral de Melo Neto).
Os literatos de Pernambuco são muitos. Alguns deles: João Cabral de Melo Neto, Nelson Rodrigues, Paulo Freire, Manuel Bandeira,
Clarice Lispector, Gilberto Freyre, Joaquim Nabuco, Ariano Suassuna, Joaquim Cardozo, Josué de Castro, Manuel de Oliveira Lima, Barbosa Lima Sobrinho, Osman Lins, Austregésilo de Athayde, Olegário Mariano, Adelmar Tavares, Álvaro Lins, Marcos Vilaça, Martins Júnior, Mauro Mota, Dantas Barreto, Geraldo Holanda Cavalcanti, Evaldo Cabral de Mello, Evanildo Bechara, João Carneiro de Sousa Bandeira, dentre diversos outros, muitos dos quais egressos da centenária Faculdade de Direito do Recife, primeira faculdade de Direito do Brasil. Clarice Lispector, ucraniana naturalizada brasileira e um dos maiores nomes da literatura nacional, se declarava pernambucana por ter vivido a maior parte de sua infância e adolescência no Recife.

### Bibliotecas

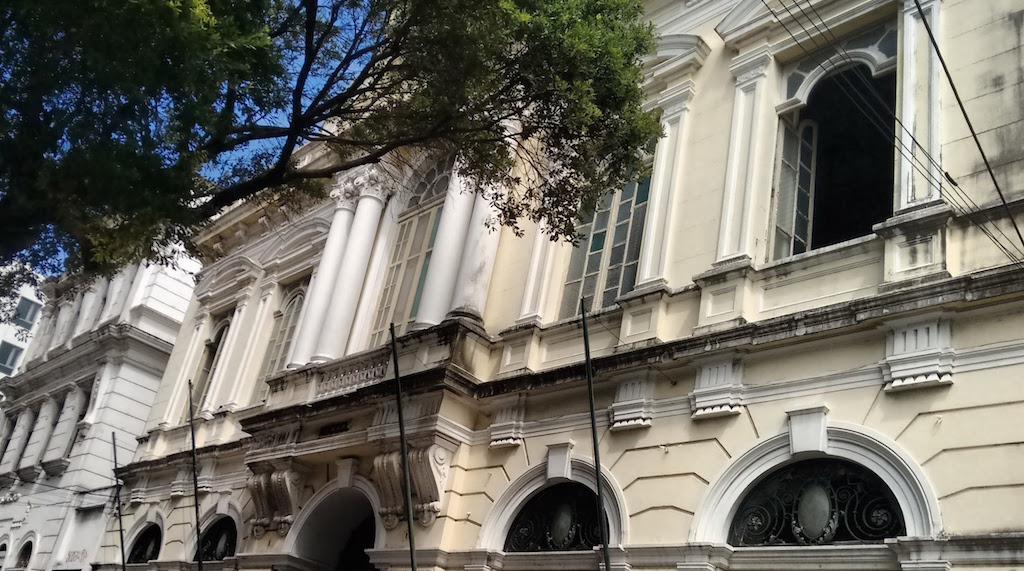
Gabinete Português de Leitura de Pernambuco.

No estado há a rede de bibliotecas públicas do Sistema Estadual de Bibliotecas, integrado ao Sistema Nacional de Bibliotecas Públicas. Entre as principais bibliotecas estão a Biblioteca Pública do Estado de Pernambuco e a Biblioteca Pública de Olinda, esta última criada por lei assinada pelo imperador Pedro I em 1830.

## Ciência e tecnologia
Em 1895 foi criada a Escola de Engenharia de Pernambuco, primeira escola de engenharia fora da região Sudeste. Nela, que logo se tornou uma das principais instituições científicas do país, surgiu uma leva de grandes cientistas brasileiros, como Mário Schenberg, José Leite Lopes e Leopoldo Nachbin, graças à ação catalisadora do professor Luís Freire, conhecido por participar ativamente de movimentos em favor da criação de escolas aptas a formar pesquisadores em matemática e física. Reconhecido como berço de cientistas destacados e nomes notórios das ciências exatas, Pernambuco deu origem ainda a nomes como Paulo Ribenboim, Aron Simis, Samuel MacDowell, Joaquim Cardozo, Gauss Moutinho Cordeiro, Ruy de Queiroz, Israel Vainsencher, Sóstenes Lins, Josué de Castro, Norberto Odebrecht, Cristovam Buarque, Fernando de Souza Barros, Ricardo Ferreira, Leandro do Santíssimo Sacramento, José Tibúrcio Pereira Magalhães, Edson Mororó Moura, Fernando Cardoso, Antônio de Queiroz Galvão, dentre muitos.

## Música e dança

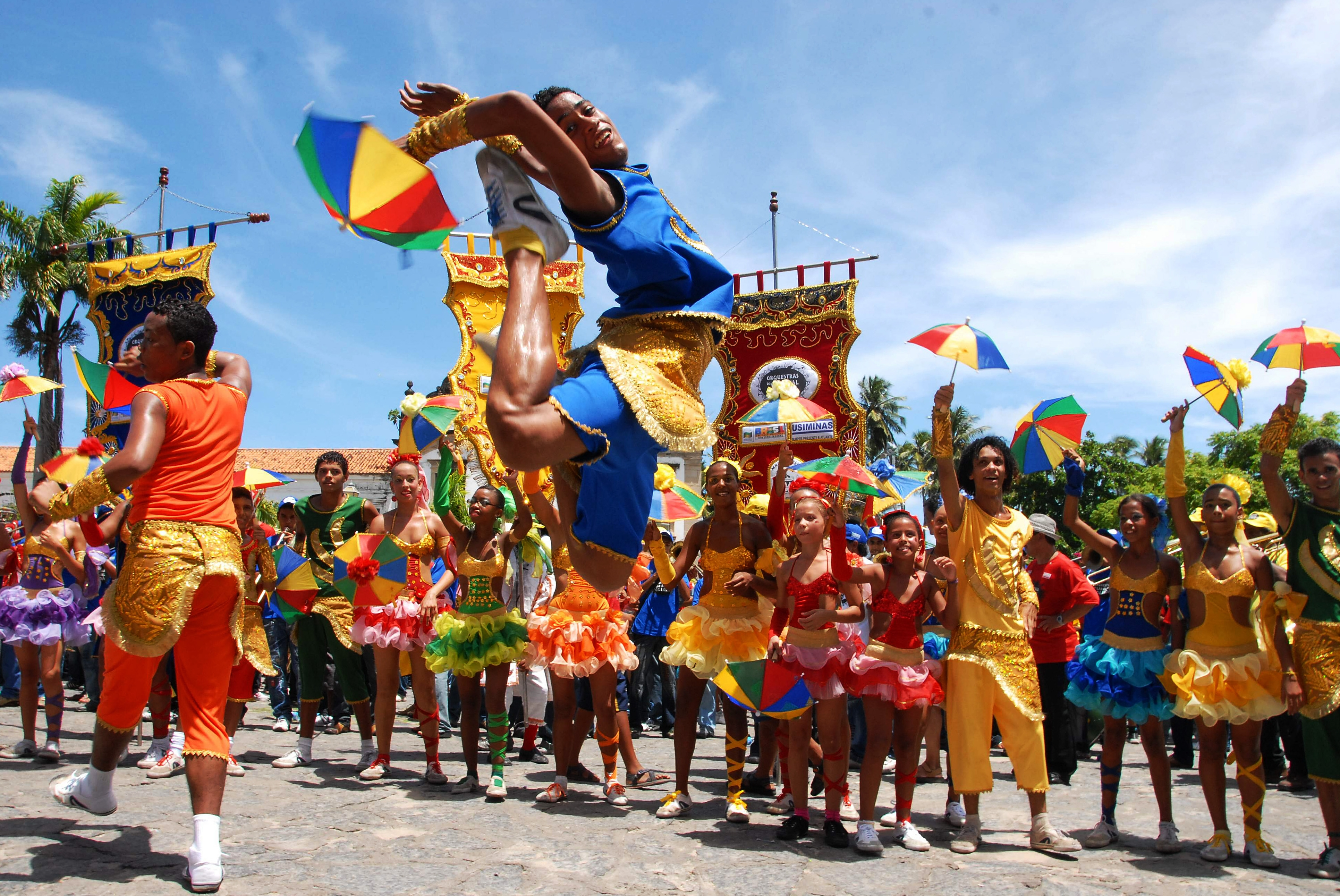
Frevo, manifestação pernambucana declarada Patrimônio Cultural Imaterial da Humanidade pela UNESCO.

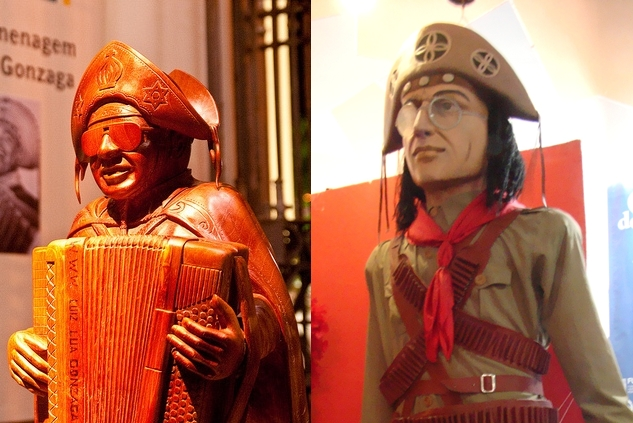
Os pernambucanos Luiz Gonzaga e Lampião são figuras antológicas do sertão nordestino. O "Rei do Baião" foi um dos artistas mais influentes da música brasileira; e o "Rei do Cangaço" difundiu a dança do Xaxado, além de ter composto a célebre canção Mulher Rendeira segundo estudiosos.

Vários gêneros musicais e danças surgiram no estado de Pernambuco desde o período colonial.
O Maracatu Nação, também conhecido como "Maracatu de Baque Virado", é uma manifestação folclórica pernambucana, tida como o primeiro ritmo afro-brasileiro. É formado por um conjunto musical percussivo que acompanha um cortejo real. Os grupos apresentam um espetáculo repleto de simbologias e marcado pela riqueza estética e pela musicalidade. O momento de maior destaque consiste na saída às ruas para desfiles e apresentações no período carnavalesco. O registro mais antigo que se tem sobre o Maracatu Nação data de 1711, mas o ano de sua origem é incerto. O que se sabe é que ele surgiu em Pernambuco e vem se transformando desde então. Um dos maracatus mais antigos é o Maracatu Elefante, fundado em 15 de novembro de 1800 no Recife pelo escravo Manuel Santiago após sua insurreição contra a direção do Maracatu Brilhante.
O Maracatu Rural, também referido como "Maracatu de Baque Solto", é outra manifestação cultural de Pernambuco, na qual figuram os conhecidos "caboclos de lança". Distingue-se do Maracatu Nação em organização, personagens e ritmo. O Maracatu "Cambinda Brasileira" é o mais antigo em atividade no país. O Maracatu Rural significa para seus integrantes algo a mais que uma brincadeira: é uma herança secular, motivo de muito orgulho e admiração. O cortejo do Maracatu Rural diferencia-se dos outros maracatus por suas características musicais próprias e pela essência de sua origem refletida no sincretismo de seus personagens.
O Coco, dança de roda e ritmo de origem remota, surgiu nos engenhos de açúcar da antiga Capitania de Pernambuco, com influências dos batuques africanos e dos bailados indígenas. A primeira referência que se tem sobre o Coco data da segunda metade do século XVIII.
O Frevo, um dos principais gêneros musicais e danças do estado e símbolo do Carnaval Recife–Olinda, se caracteriza pelo ritmo acelerado e pelos passos que lembram a capoeira. Esse gênero já revelou e influenciou grandes músicos brasileiros. Antes da criação da axé music na década de 1980 o Frevo era utilizado também no Carnaval de Salvador. Em cerimônia realizada na cidade de Paris, França, no ano de 2012, a UNESCO anuncia que, aprovado com unanimidade pelos votantes, o Frevo foi eleito Patrimônio Cultural Imaterial da Humanidade.
Nos anos 1990 surgiu em Pernambuco o Manguebeat, movimento da contracultura que mistura ritmos regionais, como o maracatu, com rock, hip hop, funk e música eletrônica. Tem como principais críticas o abandono econômico-social do mangue e a desigualdade do Recife.
Apesar de ter bases já na década de 1970 com o guitarrista Robertinho do Recife e seus álbuns "Jardim da Infância" (1977), "Robertinho no Passo" (1978) e "E Agora pra Vocês... Suingues Tropicais" (1979), o manguebeat tem como ícone o músico Chico Science, ex-vocalista, já falecido, da banda Chico Science e Nação Zumbi, que foi o idealizador do rótulo mangue e principal divulgador das ideias, ritmos e contestações do movimento. Outro grande responsável pelo crescimento do gênero foi Fred Zero Quatro, vocalista da banda Mundo Livre S/A e autor do primeiro manifesto do Mangue de 1992, intitulado "Caranguejos com cérebro".
O Baião, gênero de música e dança, teve como maior expoente o pernambucano Luiz Gonzaga. O ritmo, ao lado de outros como o Xote, faz parte do chamado Forró. Já o Xaxado, dança típica originária do sertão pernambucano, é exclusivamente masculina e foi divulgada numa vasta área do interior nordestino pelo cangaceiro Lampião e pelos integrantes do seu bando. Também são muito comuns em Pernambuco as Bandas de Pífanos, além de outras músicas e danças oriundas do estado, como a Ciranda, o Afoxé, o Cavalo-Marinho, os Caboclinhos, o Pastoril, a Embolada, dentre outras manifestações.

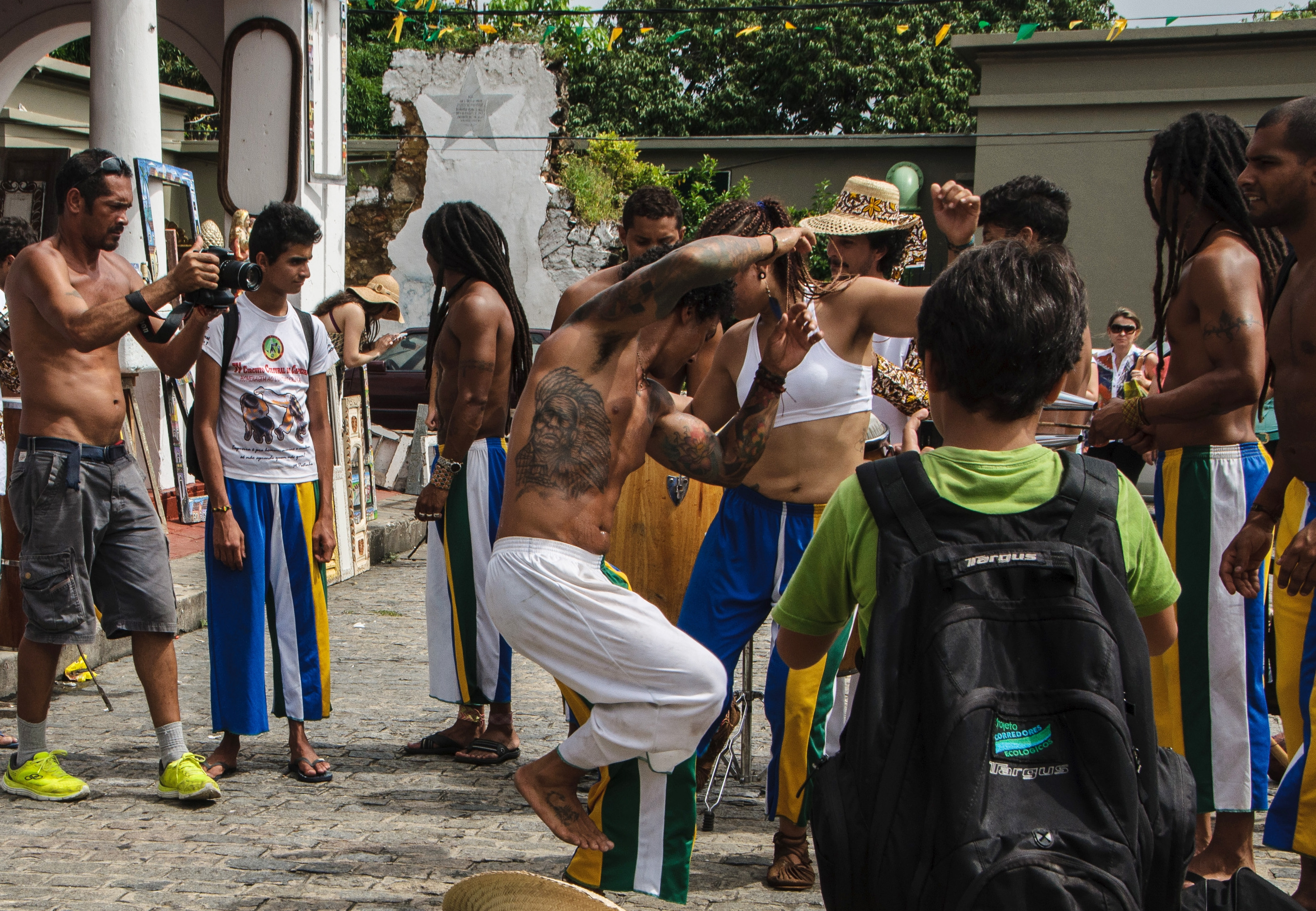
A capoeira, arte de origem afro-brasileira, desenvolvida através do engolo (arte marcial angolana), bastante presente em Pernambuco. Alguns pesquisadores acreditam que foi praticada no Quilombo dos Palmares, embora não haja menções.
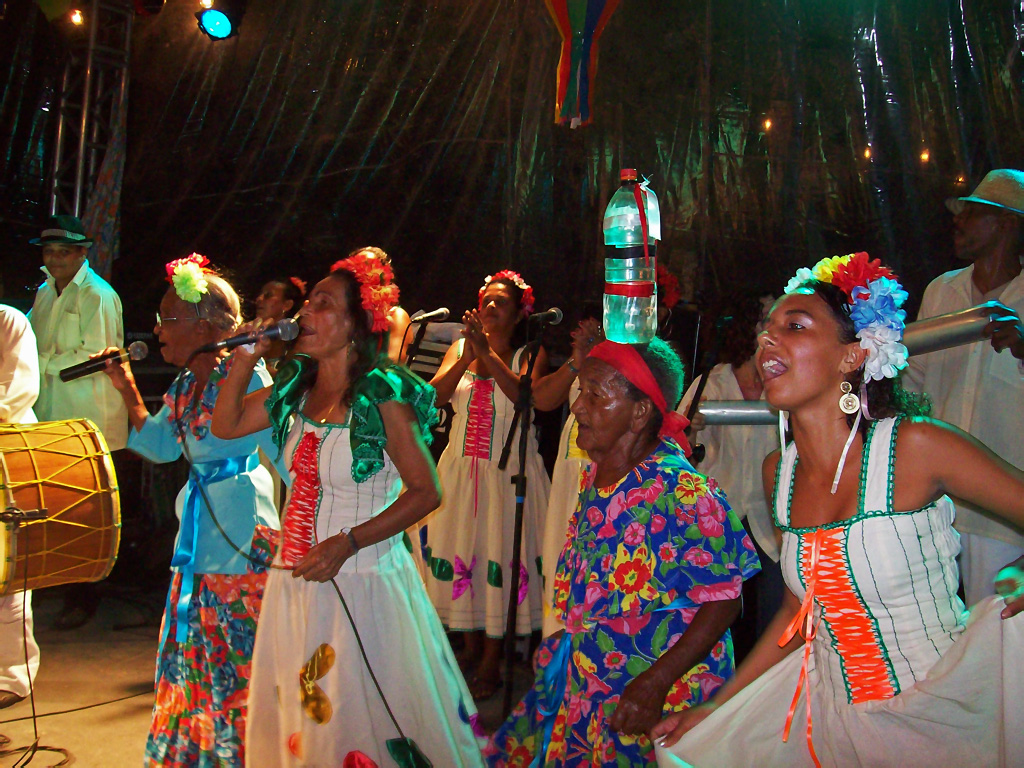
Coco, dança de roda de origem muito antiga.
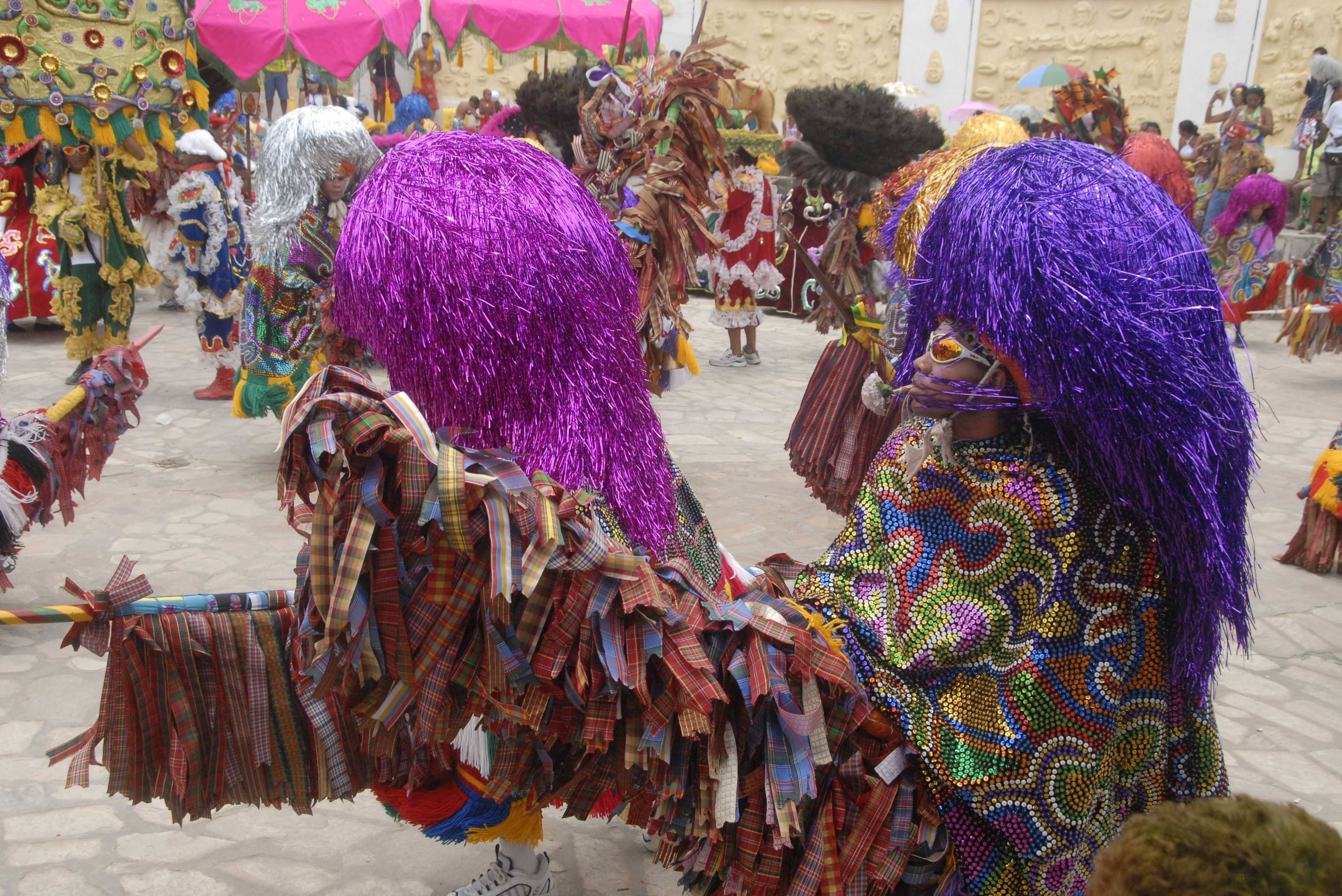
Caboclo de lança do Maracatu Rural, um dos símbolos de Pernambuco.
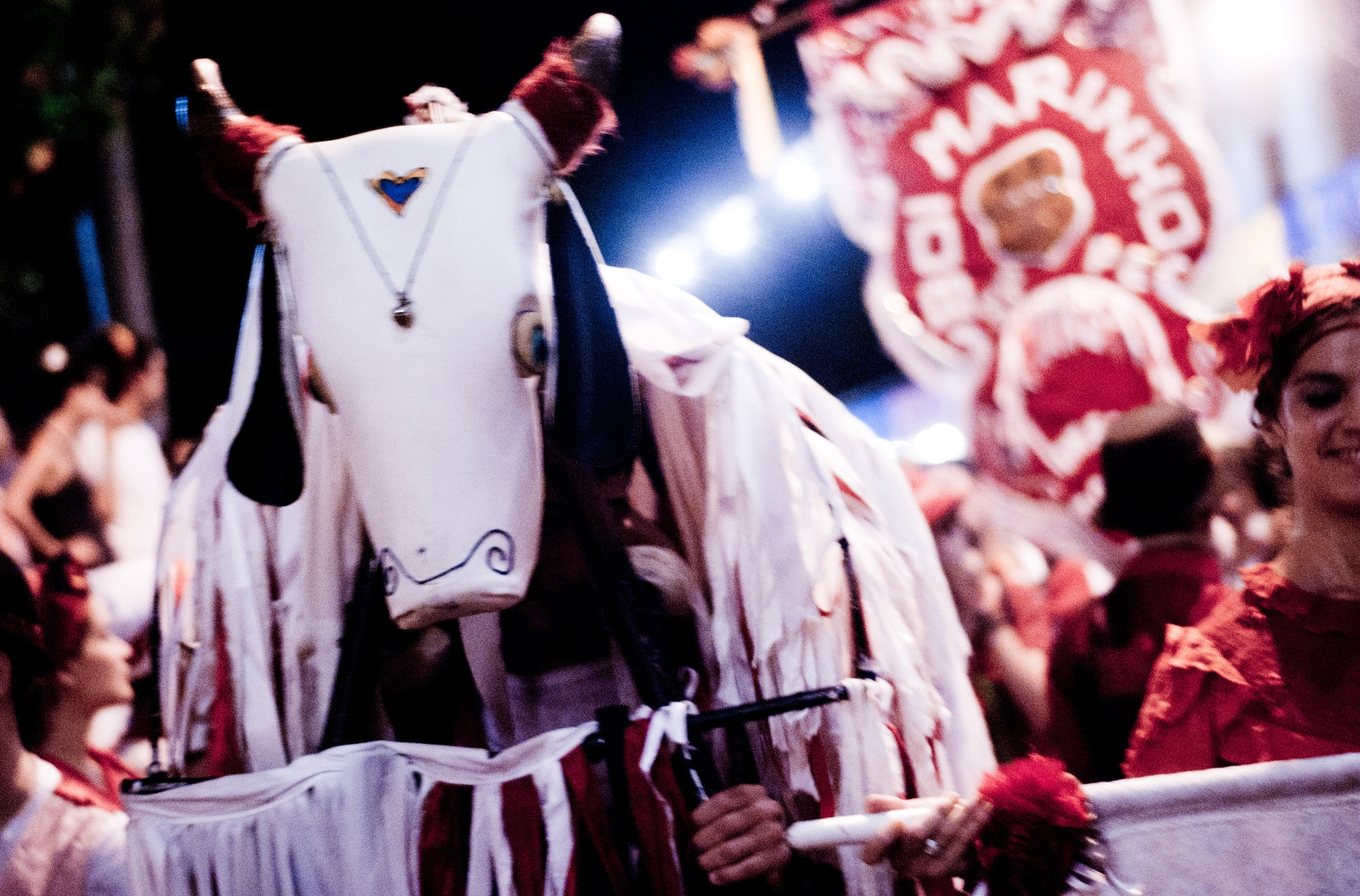
Manifestação em Olinda com elementos de dois folguedos cujos registros mais antigos foram feitos em Pernambuco: o Cavalo-Marinho e o Bumba meu boi.
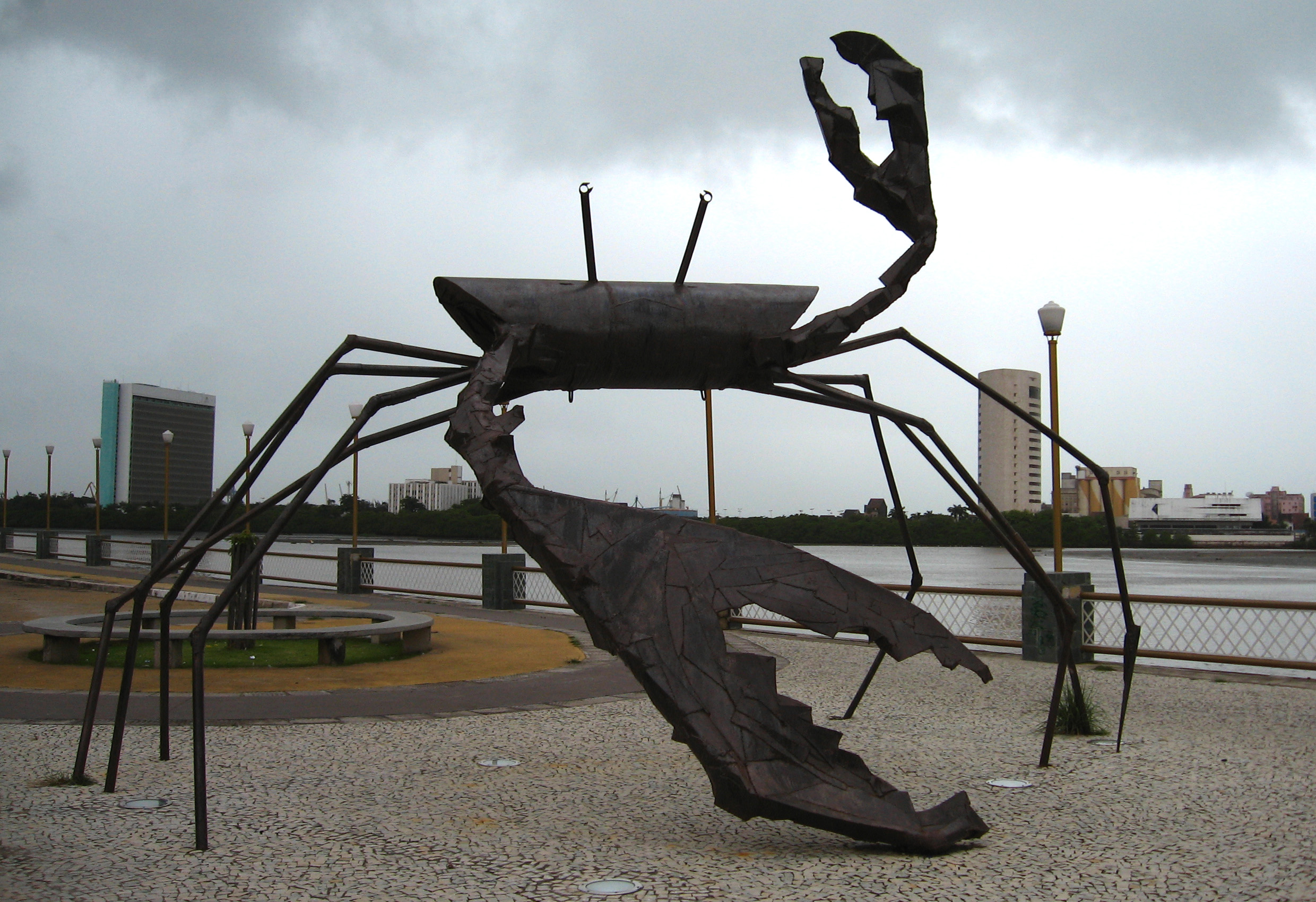
Manguebeat, gênero musical pernambucano que despontou na cena underground dos anos 1990.
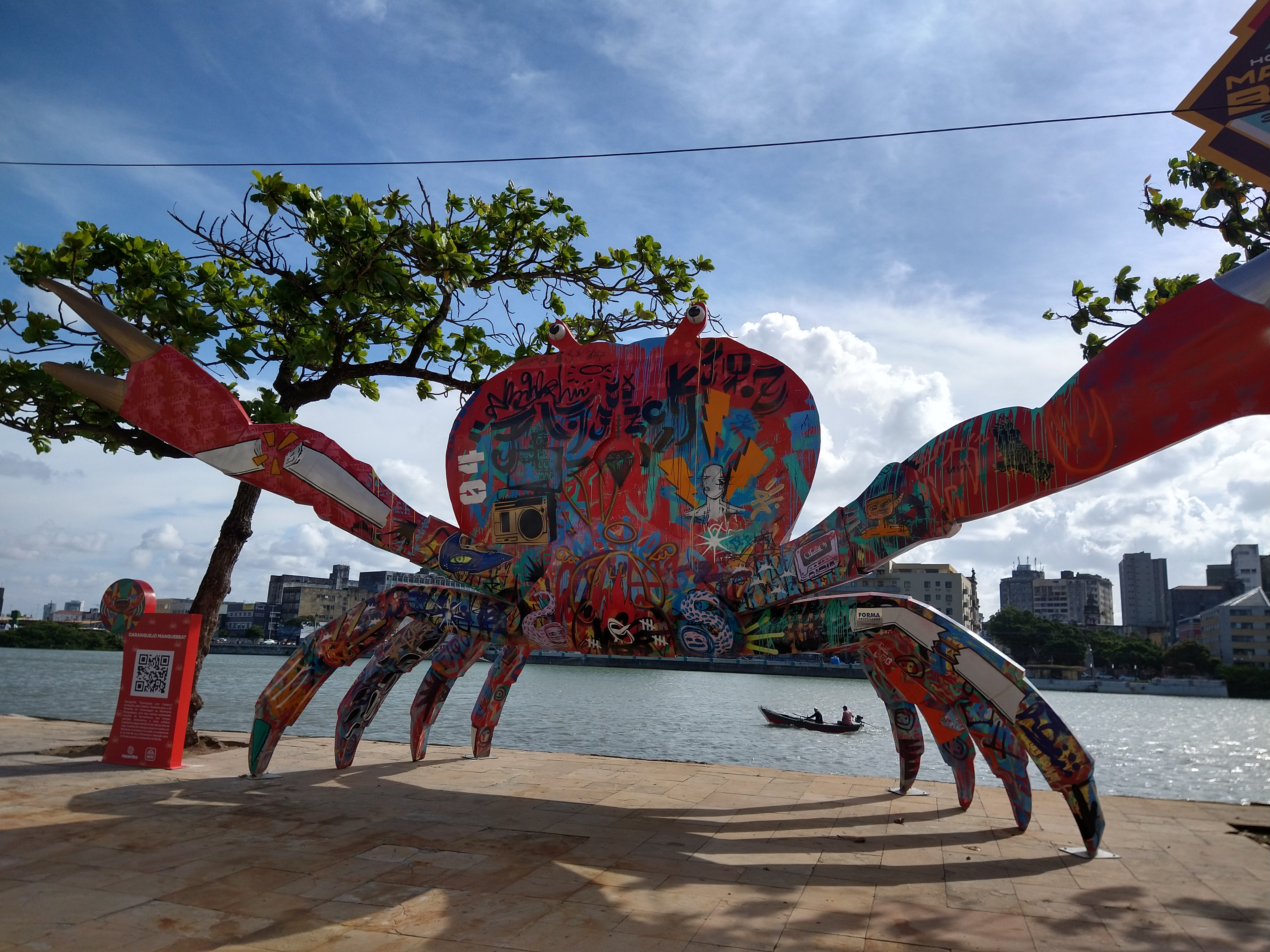
Em 2022, o manifesto Manguebeat completou 30 anos de existência o movimento revolucionou a cultura pernambucana na década de 1990 com Chico Science & Nação Zumbi, no mesmo ano o REC'n'Play homenageou Chico Science com tema sobre Ciências e Tecnologia e Meio Ambiente.

## Teatro e televisão

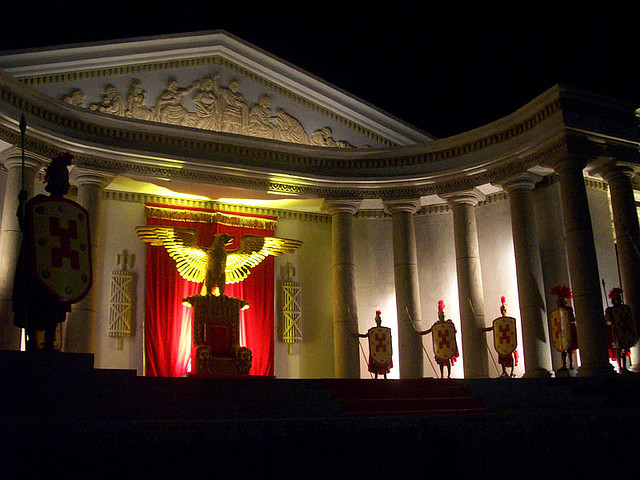
Nova Jerusalém, localizada no município de Brejo da Madre de Deus, Agreste de Pernambuco, é o maior teatro a céu aberto do mundo.

Todos os anos, nas semanas que antecedem a Páscoa, realiza-se o espetáculo da Paixão de Cristo de Nova Jerusalém no distrito de Fazenda Nova, na cidade de Brejo da Madre de Deus, agreste pernambucano. O evento, que é encenado naquele local, é reconhecido como o maior teatro ao ar livre do mundo. A cidade-teatro de Nova Jerusalém impressiona pela arquitetura: a construção é uma réplica da Judeia sagrada, com lagos artificiais, nove palcos, uma muralha de 3.500 m e 70 torres. Vários atores e atrizes de sucesso da Rede Globo já atuaram em Nova Jerusalém. A Paixão de Cristo existe desde 1951, como espetáculo teatral.
Pernambuco deu origem ao Mamulengo, nome dado ao teatro de bonecos brasileiro, tido como um dos mais ricos espetáculos populares do país. É uma representação de dramas através de bonecos, em pequeno palco elevado coberto por uma empanada, atrás do qual ficam as pessoas que dão vida e voz aos personagens. Glória do Goitá, município da Zona da Mata pernambucana, detém o título de "berço do mamulengo".
Em Pernambuco há diversas emissoras de televisão. A TV Globo Pernambuco, pertencente ao Grupo Globo, tem sede no Recife. Diretores, produtores, roteiristas e dramaturgos pernambucanos como Aguinaldo Silva, Guel Arraes, João Falcão, George Moura e Flávia Lacerda realizaram diversas novelas, séries, minisséries e programas de auditório televisivos, como Senhora do Destino, Sexo Frágil, Cinquentinha, Amorteamo, entre muitas outras produções. George Moura, criador de sucessos como a minissérie Amores Roubados, foi seis vezes indicado ao Emmy International pelo roteiro de episódios do especial Por Toda a Minha Vida da Rede Globo.

## Artes visuais

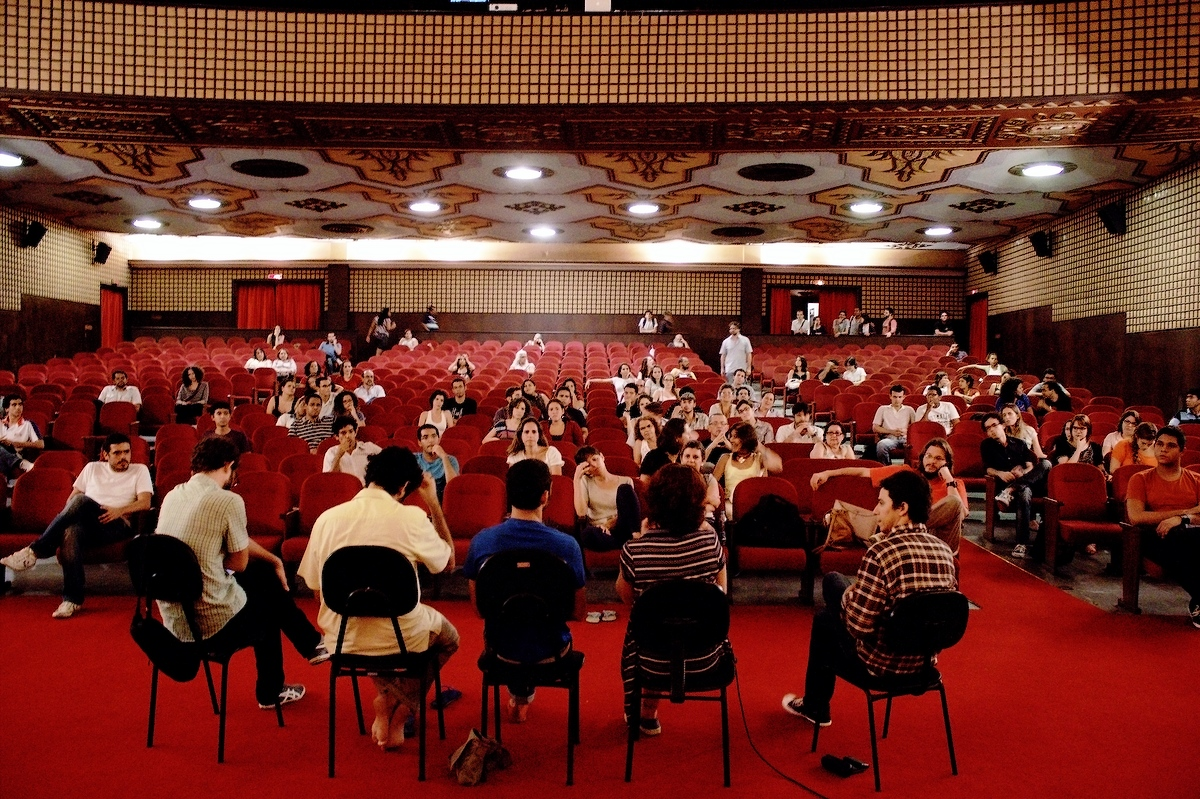
A produção cinematográfica de Pernambuco é muito respeitada pela crítica, e recordista de premiações em diversos festivais de cinema.

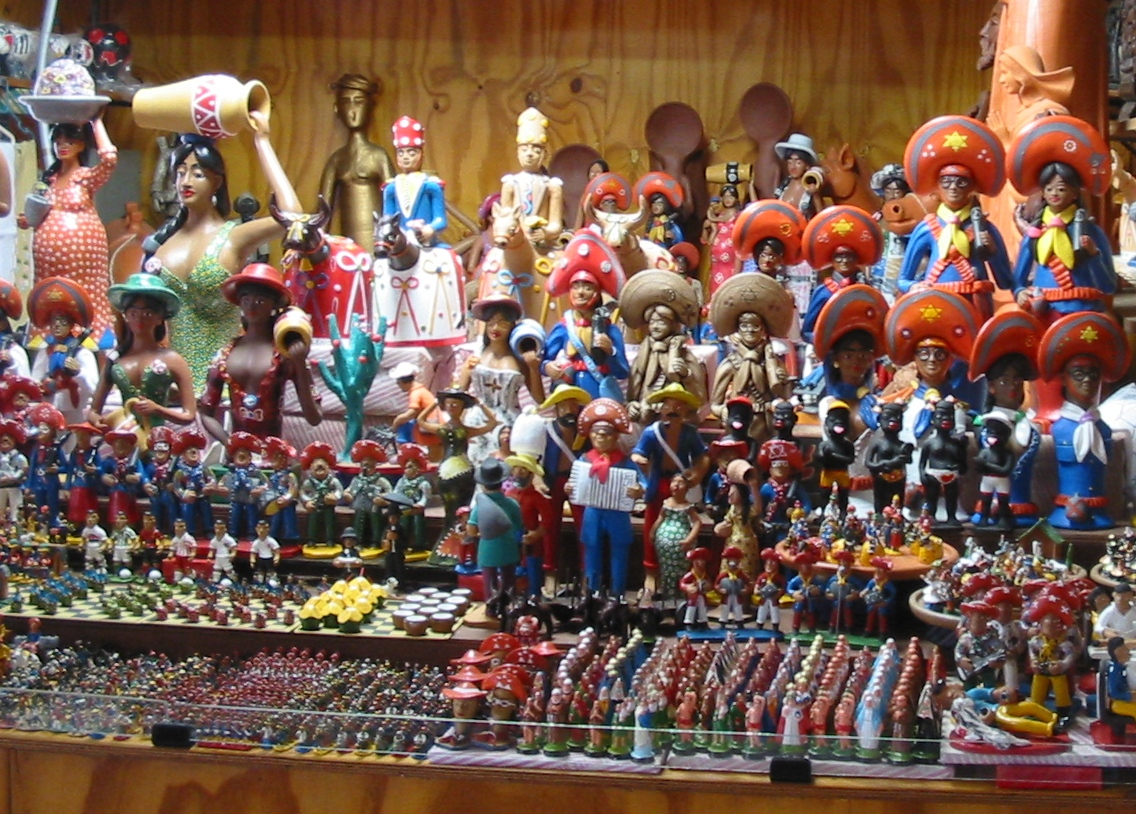
Caruaru é o maior centro de arte figurativa das Américas segundo a UNESCO.

O cinema de Pernambuco tem sua história iniciada em 1922, quando o ourives Edson Chagas e o gravador Gentil Roiz se juntam com o propósito de produzir filmes de enredo. Daí, surge a película "Retribuição", que estreou em 1923 com grande sucesso nos cinemas do Recife e que é considerado o primeiro filme de enredo realizado no Nordeste — anteriormente só havia algumas experiências com documentários. A produção cinematográfica local já recebeu inúmeros prêmios nacionais e internacionais e é recordista de indicações e premiações em diversas edições de festivais. Filmes de cineastas e roteiristas pernambucanos como os dramas Baile Perfumado (1996), Amarelo Manga (2002), Cinema, Aspirinas e Urubus (2005), O Som ao Redor (2013), Serra Pelada (2013), Boi Neon (2015), Aquarius (2016), Bacurau (2019) e Divino Amor (2019), ou mesmo romances e comédias como O Auto da Compadecida (1999), Caramuru - A Invenção do Brasil (2001), Lisbela e o Prisioneiro (2003), A Máquina (2005), Fica Comigo Esta Noite (2006), O Bem Amado (2010), entre muitas outras produções, alcançaram grande projeção.
Nomes como Kleber Mendonça Filho, Guel Arraes, Heitor Dhalia, Marcelo Gomes, Cláudio Assis, Lírio Ferreira, Hilton Lacerda, Gabriel Mascaro, entre outros tantos cineastas oriundos do estado, atingiram notoriedade internacional. Um dos muitos êxitos recentes foi o filme O Som ao Redor, do recifense Kleber Mendonça Filho, que foi incluído na respeitada lista dos 10 melhores do ano do jornal The New York Times, ao lado de produções como Django Livre de Quentin Tarantino e Lincoln de Steven Spielberg. Heitor Dhalia, por sua vez, teve sua estreia em Hollywood em 2012, com o longa-metragem 12 Horas, estrelado pela atriz norte-americana Amanda Seyfried.
Em um período de doze meses, o Cinema de Pernambuco conquistou os principais prêmios dos três maiores festivais nacionais: os filmes Era Uma Vez Eu, Verônica, de Marcelo Gomes, e Eles Voltam, de Marcelo Lordello, dividiram o Candango de Melhor Filme no Festival de Brasília; O Som ao Redor, de Kleber Mendonça Filho, conquistou o Troféu Redentor de Melhor Filme no Festival do Rio; e Tatuagem, de Hilton Lacerda, ganhou o Kikito de Melhor Filme no Festival de Gramado.
Pernambuco também se destaca nas artes plásticas e design. São do estado nomes como Cícero Dias, Romero Britto, Tunga, Mestre Vitalino, Francisco Brennand, Marianne Peretti, Vicente do Rego Monteiro, Aloísio Magalhães, Fernando Pinto, Eros Martim Gonçalves, Andree Guittcis, Telles Júnior, Abelardo da Hora, Murillo La Greca, José Corbiniano Lins, Reynaldo Fonseca, Lula Cardoso Ayres, J. Borges, Eudes Mota, Gilvan Samico, Juliana Notari, Paulo Bruscky, Galo de Souza, dentre muitos outros. O renomado artista plástico Vik Muniz é filho de pais pernambucanos.

## Espaços culturais
O estado abriga muitos museus, centros culturais e instituições voltadas para a promoção de ações artísticas, como a Fundação Gilberto Freyre, a Oficina Cerâmica Francisco Brennand, o Instituto Ricardo Brennand, o Museu do Homem do Nordeste, o Museu Cais do Sertão, o Paço do Frevo, a Galeria Suassuna, o Gabinete Português de Leitura, o Museu da Abolição, o Museu do Trem, o Memorial de Justiça de Pernambuco, o Museu da Cidade do Recife, o Museu do Estado de Pernambuco, o Museu de Arte Moderna Aloísio Magalhães, o Museu de Arte Contemporânea de Pernambuco, a Caixa Cultural, o Centro Cultural dos Correios, o Santander Cultural, a Academia Pernambucana de Letras, a Academia de Artes e Letras de Pernambuco, a Fundação Joaquim Nabuco, o Museu do Barro e do Forró, o Museu do Sertão, o Teatro de Santa Isabel, dentre outros.
O Museu do Estado de Pernambuco, criado em 1928, possui um grande acervo eclético, com cerca de 12 mil itens abrangendo as áreas de arte, antropologia, história e etnografia. O Museu do Homem do Nordeste, vinculado à Fundação Joaquim Nabuco/Ministério da Educação, é um importante museu antropológico que reúne acervo com cerca de 15 mil peças de heranças culturais da formação do povo nordestino. Conta ainda com uma sala de projeção, o Cinema do Museu, onde são exibidos filmes alternativos, cuja exibição não chega nas grandes salas. O Cais do Sertão, museu interativo e de objetos considerado um dos mais modernos equipamentos culturais do país, foi eleito o 18º melhor museu da América do Sul pelos usuários do site de viagens TripAdvisor.
A Oficina Cerâmica Francisco Brennand é um complexo monumental com 15 km² de área construída — museu de arte e ateliê — criado pelo artista plástico Francisco Brennand, possui acervo com mais de 2 mil peças entre esculturas e pinturas. Já o Instituto Ricardo Brennand (IRB), fundado pelo colecionador e empresário Ricardo Brennand, está sediado em um complexo arquitetônico em estilo medieval, composto por três prédios: Museu Castelo São João, pinacoteca e galeria, circundados por um vasto parque. Abriga um dos maiores acervos de armas brancas do mundo, além de uma coleção permanente de objetos histórico-artísticos de diversas procedências, abrangendo o período que vai da Baixa Idade Média ao século XXI, com forte ênfase na documentação histórica e iconográfica relacionada ao período colonial e ao Brasil Holandês.

## Festividades
Em fins do século XVII havia organizações, denominadas "Companhias", que se reuniam para comemorar a Festa de Reis.
Essas companhias eram constituídas em sua maioria de pessoas de raça negra, escravos ou não, que suspendiam seus trabalhos e comemoravam o dia dos Santos Reis. Com a abolição da escravatura, começaram a aparecer agremiações carnavalescas baseadas nos maracatus e nos festejos dos Reis Magos. O primeiro clube carnavalesco de que se tem notícia foi o "Clube dos Caiadores", criado por Antônio Valente.
Os participantes do clube compareciam à Matriz de São José, no bairro de São José, executando marchas. Seus participantes, levando nas mãos baldes, latas de tinta, escadinhas e varas com pincéis, subiam os degraus da igreja e a caiavam (pintavam), simbolicamente.[carece de fontes?]
O Carnaval do Recife é um carnaval multifacetado, com formas diferentes de carnaval de rua, desfiles de agremiações carnavalescas e apresentações de cantores e conjuntos musicais em palanques específicos. O Recife possui o maior bloco carnavalesco do mundo, o Galo da Madrugada, que se apresenta no sábado de carnaval, ou "Sábado de Zé Pereira". Em 1995 o Galo reuniu mais de um milhão de pessoas, façanha que o incluiu no Guinness World Records. Em 2009, a estimativa oficial é que o bloco tenha contado com cerca de dois milhões de pessoas.
O Carnaval de Olinda é conhecido mundialmente pelos desfiles dos Bonecos de Olinda, bonecos de mais de dois metros, coloridos e de fácil localização, que saem às ruas junto com os foliões. A festa é realizada no centro histórico da cidade.
O São João de Caruaru é um dos mais famosos do Brasil. Possui diversos polos de animação, shows artísticos, apresentação de grupos folclóricos e regionais e culinária típica rica em canjica, pamonha, bolo de milho, pé de moleque e outras iguarias à base de milho. Na maior festa de São João do mundo, o público chega a 1,5 milhão de pessoas. Jornalistas de várias partes do mundo registram o evento, que está no Guinness World Records, na categoria maior festa country (regional) ao ar livre do planeta.

## Culinária
A culinária de Pernambuco foi influenciada diretamente pelas culturas europeia, africana e indígena. Diversas receitas originais provenientes de outros continentes foram adaptadas com ingredientes encontrados com facilidade na região, resultando em combinações únicas de sabores, cores e aromas.
Destaca-se pela chamada "doçaria pernambucana", ou seja, os doces desenvolvidos durante os períodos colonial e imperial nos seus engenhos de açúcar como o bolo de rolo, o nego bom e a cartola; e também pelas bebidas e iguarias salgadas descobertas ou provavelmente originadas no estado a exemplo da cachaça, do beiju e da feijoada à brasileira.
Os quitutes mais conhecidos são, entre outros, o beiju ou tapioca, a feijoada à brasileira, o arrumadinho, o escondidinho, os caldinhos a exemplo dos caldos de sururu, camarão e peixe, a caldeirada, a moqueca pernambucana, a peixada pernambucana, o cozido, o chambaril, o charque à brejeira, o bredo de coco, o feijão de coco, o quibebe, a galinha à cabidela, o angu, o mungunzá salgado, o sarapatel, a buchada e a rabada. Entre as bebidas mais comuns, merece destaque a cachaça; e entre os doces oriundos de Pernambuco podemos citar o bolo de rolo, o bolo Souza Leão, o bolo barra branca, a cartola e o nego bom. No São João as comidas de milho estão presentes na pamonha, na canjica, no bolo de milho, no mungunzá doce, dentre outras iguarias.
O bolo Souza Leão, o bolo de rolo e a cartola receberam, por lei, status de Patrimônio Cultural Imaterial do Estado de Pernambuco. Já o beiju do Alto da Sé de Olinda, considerado o mais tradicional do Brasil e preservado pela "Associação das Tapioqueiras de Olinda", recebeu o título de patrimônio imaterial da cidade.
O Recife é o terceiro maior polo gastronômico do Brasil segundo a Associação Brasileira de Bares e Restaurantes (Abrasel) — com cerca de 10 mil estabelecimentos —, após Rio de Janeiro e São Paulo.
Pernambuco é o estado com o maior número de restaurantes estrelados pelo Guia Quatro Rodas no Norte, Nordeste, Centro-Oeste e Sul brasileiro, e o quarto do Brasil, atrás somente de São Paulo, Rio de Janeiro e Minas Gerais. Dezesseis estabelecimentos pernambucanos, que contam com chefs renomados e que vão da cozinha regional às cozinhas lusitana, italiana, francesa, japonesa e peruana, foram agraciados em 2013.

## Esportes

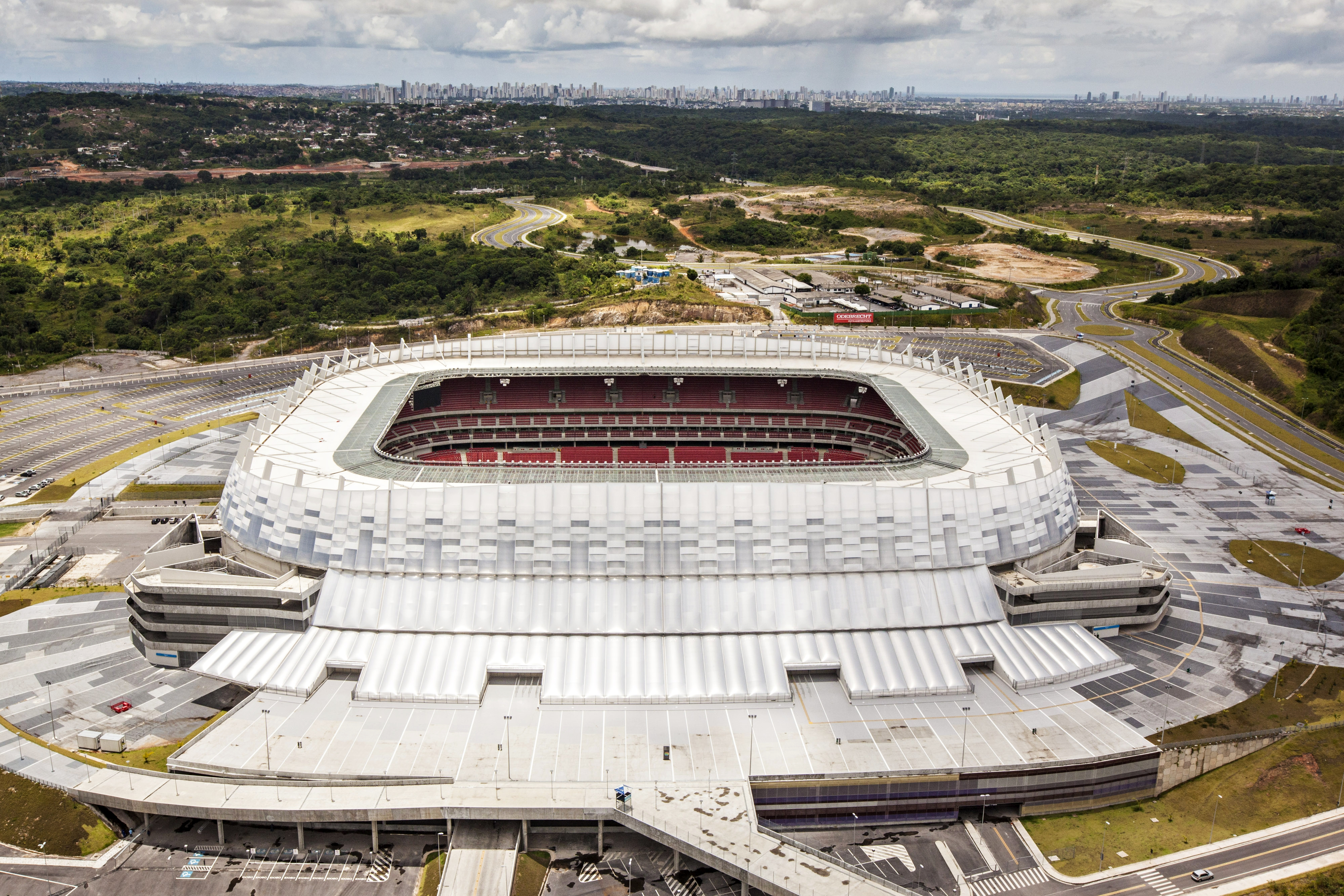
O Náutico é o mandante da Arena de Pernambuco. O Sport e o Santa Cruz utilizam o estádio eventualmente.

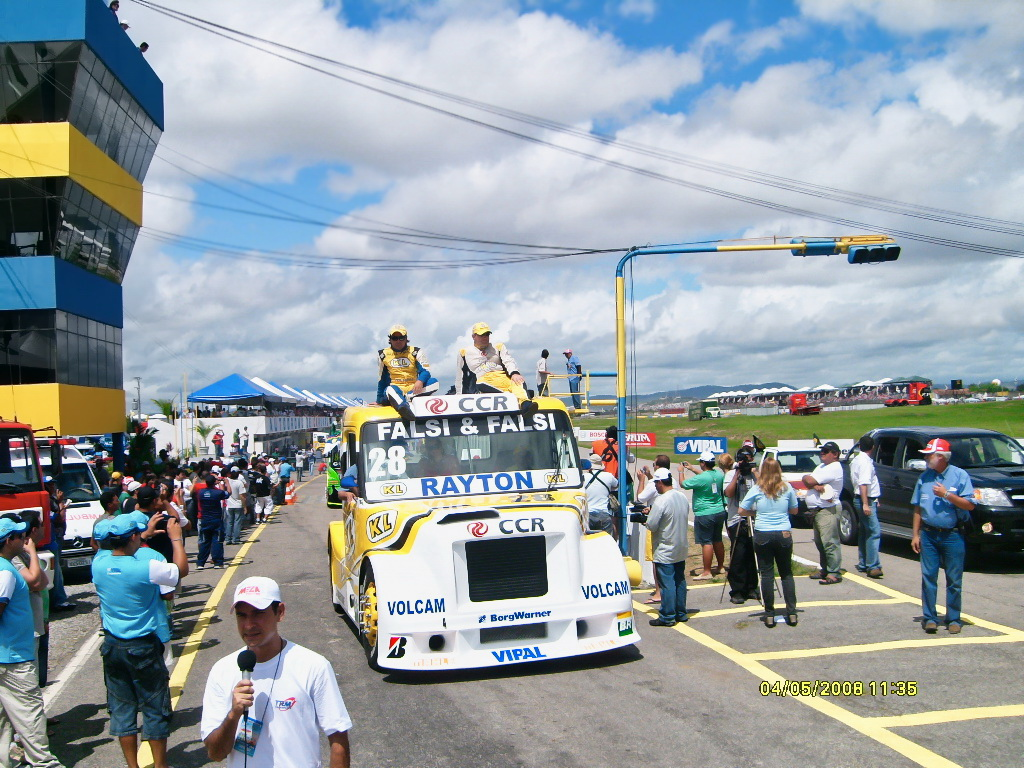
Autódromo Internacional de Caruaru.

O esporte mais popular no estado é o futebol. Pernambuco é líder entre os estados do Norte-Nordeste no ranking das federações da CBF.[carece de fontes?] Recife foi uma das seis sedes da Copa do Mundo de 1950 (única do Norte-Nordeste), abrigando uma partida no Estádio Ilha do Retiro entre Chile e Estados Unidos, com vitória dos chilenos por 5 a 2. Recife também foi uma das sedes da Copa do Mundo FIFA de 2014.
Pernambuco é também o estado do Norte-Nordeste que mais se destaca em outras modalidades esportivas: é o segundo estado brasileiro em número de títulos nacionais de hóquei, tanto no campeonato masculino quanto no feminino, atrás somente de São Paulo, e o Sport Club do Recife um dos dois únicos clubes brasileiros a conquistar um Campeonato Sul-Americano de Hóquei; e é o único estado fora do Centro-Sul com títulos Brasileiro e Sul-Americano de basquete, obtidos pela equipe feminina do Sport Club do Recife entre 2013 e 2014.
O Campeonato Pernambucano de Futebol, um dos principais torneios estaduais do país, é disputado desde 1915, tendo como campeão sempre um time da capital. Os principais times do estado são o Sport Club do Recife, o que mais títulos estaduais possui (40), sendo ainda campeão da Copa do Brasil de 2008, Campeão Brasileiro de 1987, vice-campeão da Copa do Brasil de 1989, Campeão Brasileiro da Série B de 1990 e vice-campeão da Copa dos Campeões de 2000; o Santa Cruz Futebol Clube, com 28 títulos pernambucanos, além de 3º colocado no Campeonato Brasileiro de 1975, Campeão Brasileiro da Série C de 2013, vice-campeão da Série B em 1999 e 2005 e da Série D em 2011, e detentor de um título de honra, o Fita Azul do Brasil, por ter retornado invicto ao país após uma excursão internacional na qual enfrentou times de futebol como o Paris Saint-Germain e as seleções da Romênia, do Kuwait, do Bahrein e do Catar; e o Clube Náutico Capibaribe, que detém a marca de mais títulos estaduais consecutivos (hexacampeão) de um total de 21 conquistas e os títulos de vice-campeão brasileiro de 1967 (além de dois terceiros e dois quartos lugares na Taça Brasil) e vice-campeão da Série B nos anos de 1988 e 2011. Os três principais clubes pernambucanos estão entre os mais antigos e tradicionais do Brasil.[carece de fontes?]
Outros clubes esportivos importantes no estado são o América Pernambuco, com seis títulos estaduais de futebol e o Troféu Nordeste, além do Clube Português do Recife, do Central, do Porto, do Ypiranga, do Salgueiro, do Petrolina, do Serra Talhada, do Belo Jardim e do Araripina.[carece de fontes?]
Os maiores times de Pernambuco possuem estádios próprios. O maior estádio construído é o Estádio do Arruda, pertencente ao Santa Cruz. Destaque ainda para a Ilha do Retiro, pertencente ao Sport, e para o Estádio dos Aflitos, que pertence ao Náutico, sendo que o Náutico manda os seus jogos atualmente na Arena de Pernambuco, um novo e moderno estádio construído em São Lourenço da Mata, na Região Metropolitana do Recife, para a Copa das Confederações de 2013 e para a Copa do Mundo FIFA de 2014.

## Personalidades
Pernambuco deu origem a personalidades de renome nacional e internacional, que se destacaram e se destacam em todas as áreas do conhecimento, tais como:
- Mário Schenberg, o físico teórico mais importante do Brasil;
- Paulo Freire, um dos maiores pensadores da história da pedagogia mundial;
- José Leite Lopes, o único físico brasileiro detentor do UNESCO Science Prize;
- Nelson Rodrigues, o maior dramaturgo brasileiro;
- Leopoldo Nachbin, o maior matemático brasileiro;
- João Cabral de Melo Neto, único brasileiro galardoado com o Prêmio Neustadt;
- Clarice Lispector, maior escritora judia desde Franz Kafka;
- Manuel Bandeira, autor do poema abre-alas da Semana de Arte Moderna;
- Joaquim Nabuco, um dos maiores símbolos do abolicionismo;
- Josué de Castro, um dos maiores pensadores do mundo na área de geografia;
- Gilberto Freyre, um dos mais importantes sociólogos do século XX;
- Paulo Ribenboim, o único matemático brasileiro com verbete no The MacTutor;
- Joaquim Cardozo, importante poeta e o engenheiro estrutural da construção de Brasília;
- Cardeal Arcoverde, o primeiro cardeal da América Latina;
- Correia Picanço, fundador da primeira escola de medicina do Brasil;
- José Ermírio de Moraes, engenheiro, fundador do Grupo Votorantim;
- Norberto Odebrecht, engenheiro, fundador da Organização Odebrecht (atual Novonor);
- Antônio de Queiroz Galvão, engenheiro, fundador do Grupo Queiroz Galvão;
- Arthur Herman Lundgren, criador das Casas Pernambucanas;
- Flávio Rocha, proprietário da rede de lojas Riachuelo;
- Edson Mororó Moura, criador da Baterias Moura;
- Frei Caneca, líder e mártir da Confederação do Equador;
- Bárbara de Alencar, liderança da Revolução Pernambucana e primeira presa política do Brasil;
- Pedro de Araújo Lima, regente único do Império do Brasil;
- General Abreu e Lima, um dos líderes das guerras de independência na América Espanhola;
- Nas Ciências Humanas e Sociais, nomes como Paulo Freire, João Cabral de Melo Neto, Manuel Bandeira, Clarice Lispector, Nelson Rodrigues, Joaquim Nabuco, Ariano Suassuna, Joaquim Cardozo, Josué de Castro, Gilberto Freyre, Manuel de Oliveira Lima, Osman Lins, Barbosa Lima Sobrinho, Austregésilo de Athayde, Álvaro Lins, Marcos Vilaça, Martins Júnior, Evaldo Cabral de Mello, Evanildo Bechara, Mauro Mota, Mário Pedrosa, Nestor de Holanda, Dantas Barreto, Geraldo Holanda Cavalcanti, Medeiros e Albuquerque, Carneiro Vilela, Olegário Mariano, Mário Filho, Mário Sette, Adelmar Tavares, Vamireh Chacon, Josefina Álvares de Azevedo, Martha Batalha, José Luiz Passos, Padre Paulo Ricardo, Micheliny Verunschk, Frederico Pernambucano de Mello, Geneton Moraes Neto, Carlos Pena Filho, Alberto da Cunha Melo, Antonio Lavareda, Luiz Felipe Pondé, Francisco de Oliveira, Gerson Camarotti, Ricardo Noblat, Antônio Maria, Marcelino Freire, Raimundo Carrero, Klester Cavalcanti, Manuel Correia de Andrade, Roberto Lira, Fátima Quintas, José Condé, João Carneiro de Sousa Bandeira, Antonio Herculano de Sousa Bandeira e Leôncio Basbaum;
- Nas Ciências Exatas e Biológicas, nomes como Mário Schenberg, Leopoldo Nachbin, José Leite Lopes, Paulo Ribenboim, Joaquim Cardozo, Josué de Castro, Aron Simis, Gauss Moutinho Cordeiro, Antônio Austregésilo, Samuel MacDowell, Ruy de Queiroz, Israel Vainsencher, Sóstenes Lins, Luís Freire, Norberto Odebrecht, Cristovam Buarque, Fernando de Souza Barros, José Ermírio de Moraes, Cristóvão Buarque de Hollanda, Ricardo Ferreira, Leandro do Santíssimo Sacramento, José Tibúrcio Pereira Magalhães, Edson Mororó Moura, Fernando Cardoso, João Santos e Antônio de Queiroz Galvão;
- Na Música, os exemplos mais conhecidos são Luiz Gonzaga, Bezerra da Silva, Lenine, Alceu Valença, Dominguinhos, Geraldo Azevedo, Chico Science, Reginaldo Rossi, Nando Cordel, José Rico, Lia de Itamaracá, Selma do Coco, Otto, Nação Zumbi, Mundo Livre S/A, Cordel do Fogo Encantado, Mestre Ambrósio, Los Sebozos Postizos, Eddie, Fred Zero Quatro, Ave Sangria, Quinteto Armorial, Duda Beat, Clarice Falcão, Ayrton Montarroyos, Johnny Hooker, André Jung, Antônio Maria, Paulo Molin, Michael Sullivan, Di Melo, Siba, MC Loma e as Gêmeas Lacração, Levi Lima, Vina Calmon, Leonardo Gonçalves, Lula Queiroga, Ortinho, José Carlos Burle, Fernando Lobo, Jorge de Altinho, Petrúcio Amorim, Manezinho Araújo, Capiba, Heraldo do Monte, DJ Filipe Guerra, Hilário Jovino Ferreira, Naná Vasconcelos, Walter Wanderley, Antônio Meneses, Robertinho de Recife, Miguel Kertsman, Moacir Santos, Rildo Hora, Nelson Ferreira, Antônio Nóbrega, Marlos Nobre, Luperce Miranda, James Strauss, João Pernambuco e Luís Álvares Pinto;
- No Audiovisual, destaque para Marco Nanini, Arlete Salles, Chacrinha, Bruno Garcia, Virginia Cavendish, Patrícia França, Renato Góes, Guilherme Berenguer, Armando Babaioff, Lucy Ramos, Tuca Andrada, Arlindo Grund, Michelle Loreto, Irandhir Santos, Jesuíta Barbosa, Hermila Guedes, Carmem Verônica, Déa Selva, Luiz Armando Queiroz, Beatriz Lyra, Carvalhinho, André Valli, Arnaud Rodrigues, Ilva Niño, Germano Haiut, Aramis Trindade, Walter Breda, Ernani Moraes, Cláudio Jaborandy, Rodrigo García, Malu Falangola, Julia Konrad, Nikolas Antunes, Fabiana Karla, Chandelly Braz, Rhaisa Batista, Bruno Dubeux, Rebecca da Costa, Bruno Belarmino, Johnny Hooker, Allan Souza Lima, Gustavo Falcão, Giselle Tigre, Pedro Malta, Danielle Dahoui, Caio Braz, Cyz Zamorano, Carolina Holanda, Anthero Montenegro, Lívia Falcão, Rayana Carvalho, Edmilson Barros, Magdale Alves, Jaime Arôxa, Aguinaldo Silva, Guel Arraes, João Falcão, George Moura, Eduardo Bivar, Cláudio Assis, Marcelo Gomes, Kleber Mendonça Filho, Heitor Dhalia, Frederico Lapenda, Gabriel Mascaro, Lírio Ferreira, Camilo Cavalcante, Hilton Lacerda, Juliano Dornelles, Marcelo Brennand, Pedro Severien, Leonardo Lacca, Daniel Aragão, Karen Harley, Katia Mesel e José de Anchieta;
- Nas Artes Plásticas e Design, destacam-se nomes como Cícero Dias, Romero Britto, Tunga, Francisco Brennand, Marianne Peretti, Vicente do Rego Monteiro, Telles Júnior, Abelardo da Hora, Murillo La Greca, Mestre Vitalino, Guita Charifker, J. Borges, Eudes Mota, Gilvan Samico, Juliana Notari, José Corbiniano Lins, Gil Vicente, Reynaldo Fonseca, Lula Cardoso Ayres, Paulo Bruscky, Sergio Cariello, Galo de Souza, Fernando Pinto, Eros Martim Gonçalves, Aloísio Magalhães e Andree Guittcis;
- Nos Esportes, destaque para Vavá, Rivaldo, Ademir de Menezes, Juninho Pernambucano, Jaqueline Carvalho, Dani Lins, Pampa, Etiene Medeiros, Joanna Maranhão, Yane Marques, Manoel Tobias, Karol Meyer, Carlos Burle, Manga, Zequinha, Rildo, Ricardo Rocha, Hernanes, Josué, Almir Pernambuquinho, Samira Rocha, Deborah Hannah, Beto Monteiro, Teliana Pereira, Keila Costa, Bruno Santana, JP Batista, Wagner Domingos, Luizomar de Moura e Dado Cavalcanti. Nelson Piquet, tricampeão mundial de Fórmula 1, é filho de pais pernambucanos, tendo nascido na então capital federal, o Rio de Janeiro, por conta do trabalho do pai, o ex-ministro da Saúde Estácio Gonçalves Souto Maior.[87]

## Feriados
Na tabela a seguir estão os feriados e pontos facultativos previamente agendados em todo o estado de Pernambuco. Na capital, Recife, existem dois feridos municipais: o dia 16 de julho — Dia da Padroeira Nossa Senhora do Carmo; e o dia 8 de dezembro — Dia de Nossa Senhora da Conceição.
| Data                               | Nome                                 | Categoria         | Observações                |
| ---------------------------------- | ------------------------------------ | ----------------- | -------------------------- |
| 1º de janeiro                      | Ano Novo                             | Feriado nacional  | Confraternização Universal |
| Entre 4 de fevereiro e 9 de março  | Carnaval                             | Feriado móvel     | Tradicional festa popular  |
| Entre 5 de fevereiro e 10 de março | Quarta-feira de cinzas               | Feriado móvel     | Início da Quaresma         |
| 6 de março                         | Data Magna de Pernambuco             | Feriado estadual  | Revolução Pernambucana     |
| Entre 19 de março e 22 de abril    | Quinta-feira Santa                   | Ponto facultativo | Semana santa               |
| Entre 20 de março e 23 de abril    | Sexta-Feira Santa                    | Feriado móvel     | Semana santa               |
| Entre 22 de março e 25 de abril    | Páscoa                               | Feriado móvel     | Semana santa               |
| 21 de abril                        | Tiradentes                           | Feriado nacional  | Festa cívica               |
| 1º de maio                         | Dia do Trabalhador                   | Feriado nacional  | Festa cívica               |
| Entre 21 de maio e 24 de junho     | Corpus Christi                       | Feriado móvel     | Evento do Catolicismo      |
| 24 de junho                        | São João                             | Feriado estadual  | Tradicional festa popular  |
| 7 de setembro                      | Independência                        | Feriado nacional  | Festa cívica               |
| 12 de outubro                      | Nossa Senhora da Conceição Aparecida | Feriado nacional  | Padroeira do Brasil        |
| 28 de outubro                      | Servidor público                     | Ponto facultativo | Festa cívica               |
| 2 de novembro                      | Finados                              | Feriado nacional  | Memória aos mortos         |
| 15 de novembro                     | Proclamação da República do Brasil   | Feriado nacional  | Festa cívica               |
| 24 de dezembro                     | Véspera de Natal                     | Ponto facultativo | Noite de Natal             |
| 25 de dezembro                     | Natal                                | Feriado nacional  | Celebração do Dia de Natal |
| 31 de dezembro                     | Véspera de Ano-Novo                  | Ponto facultativo | Noite de Réveillon         |